# Angarà Superior
L'Angarà Superior (rus: Верхняя Ангара, Vérkhniaia Angarà; buriat: Дээдэ Ангар: Deede Angar) és un riu de Sibèria al nord del llac Baikal. Té una llargada de 320 quilòmetres a través de la República dels Buriats i desembocant al llac. És en part navegable. El Ferrocarril Baikal-Amur transcorre un llarg tros seguint el costat nord del riu des del Baikal fins prop de Novi Uoian quan el creua. Més endavant, prop de Iantxukan torna a acostar-s'hi durant uns quilòmetres.